# Oszczep (chutor)
Oszczep (biał. Ашчэп; ros. Ощеп) – chutor na Białorusi, w obwodzie grodzieńskim, w rejonie świsłockim, w sielsowiecie Nowy Dwór, na terenie Parku Narodowego „Puszcza Białowieska”.
W dwudziestoleciu międzywojennym leżał w Polsce, w województwie białostockim, w powiecie wołkowyskim, w gminie Porozów.